# Apsley House

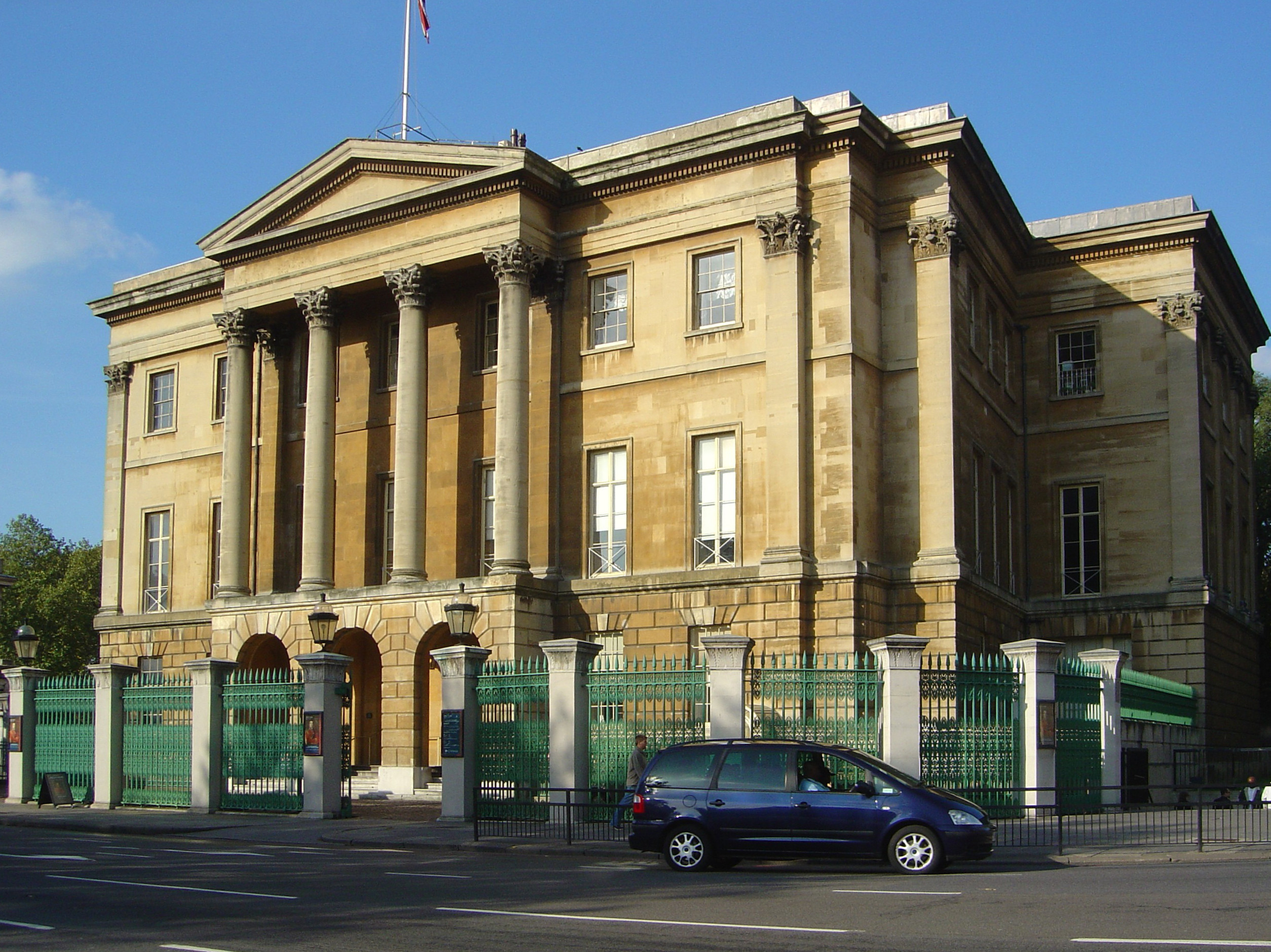
Apsley House

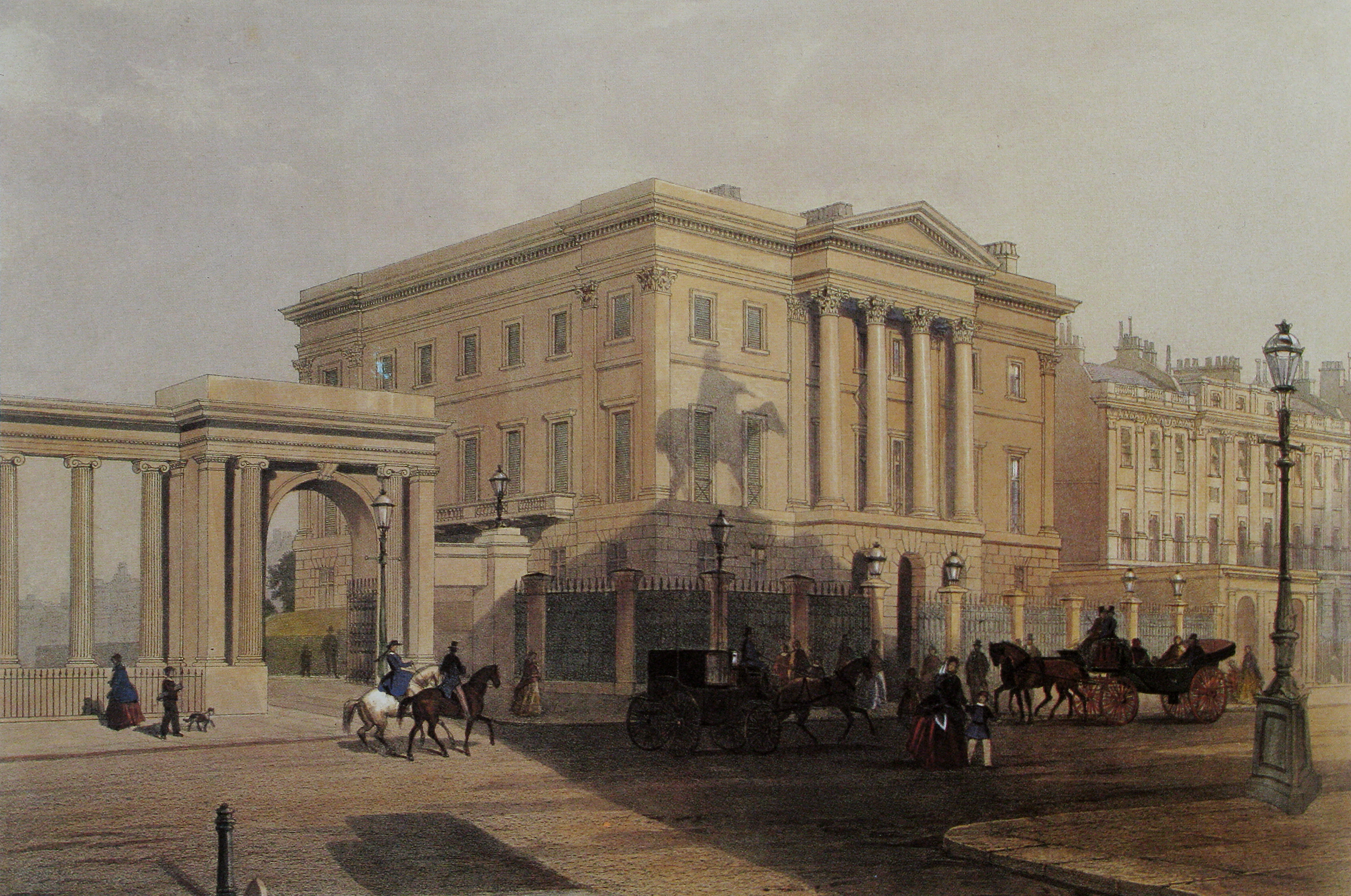
Apsley House, 1853

Apsley House ist ein repräsentatives Stadthaus in London, das dem Herzog von Wellington, der in Waterloo über Napoleon siegte, als Residenz diente. Es ist heute ein Museum und beherbergt eine bedeutende Kunstsammlung. Das bei Hyde Park Corner gelegene Haus wurde von dem Architekten Robert Adam in den Jahren von 1771 bis 1778 errichtet. Es war die erste imposante Residenz nach Passieren der Zolltore von Knightsbridge, was ihm die populäre Adresse „No. 1 London“ einbrachte. 
1817 wurde das Gebäude vom  Arthur Wellesley, 1. Duke of Wellington, erworben und war seither die Londoner Stadtresidenz der Familie. Der neue Besitzer ließ von dem Architekten Benjamin Dean Wyatt erhebliche Änderungen des Exterieurs vornehmen. Im Zuge dieser Arbeiten erhielt das Bauwerk seinen klassizistischen Säulenvorbau sowie sein Verblendmauerwerk aus honigfarbenem Kalkstein. Innen kam die Waterloo Galerie für die Gemälde des Herzogs hinzu.
1947 vermachte Gerald Wellesley, 7. Duke of Wellington, (1885–1972) Apsley House dem Staat, und seit 1952 ist es als Wellington Museum der Öffentlichkeit zugänglich, auch wenn der jetzige Duke of Wellington dort noch ein Appartement bewohnt. Zu den wertvollsten Ausstellungsstücken gehören die vielen Geschenke, die dem 1. Duke of Wellington im Laufe seines Lebens gemacht worden sind. In der Waterloo Gallery sind außerdem eine große Zahl wertvoller Gemälde wie zum Beispiel der frühe Velazquez Der Wasserverkäufer von Sevilla ausgestellt. 83 der insgesamt 200 Gemälde fielen den Engländern 1813 nach der gegen Joseph Bonaparte gewonnenen Schlacht von Vitoria in die Hände. Sie gehörten eigentlich zu Spaniens Königlicher Sammlung, im Nachhinein schenkte jedoch der spanische König Ferdinand VII. die Kunstwerke offiziell der Familie Wellington.
Die Gemäldesammlung umfasst Werke von:
- Amerika: John Singleton Copley
- Großbritannien: Sir William Beechey, John Burnet, George Dawe, John Hoppner, Edwin Landseer, Sir Thomas Lawrence, Sir David Wilkie
- Holland: Pieter de Hooch, Jan van Huysum, Nicolaes Maes, Willem van Mieris, Antonis Mor, Aert van der Neer, Adriaen van Ostade, Cornelis van Poelenburgh, Jan Steen, Willem van de Velde der Jüngere, Jan Victors
- Flandern: Paul Bril, Adriaen Brouwer, Jan Brueghel der Ältere, Anthony van Dyck, Adam Frans van der Meulen, Rubens, David Teniers der Jüngere
- Frankreich: Claude Lorrain, Claude-Joseph Vernet
- Deutschland: Hans von Aachen, Adam Elsheimer, Anton Raphael Mengs
- Italien: Leandro Bassano, Giuseppe Cesari, Carlo Cignani, Antonio da Correggio, Luca Giordano, Antiveduto Gramatica, Guercino, Giovanni Paolo Pannini, Guido Reni, Giulio Romano, Salvator Rosa, Francesco Trevisani, Marcello Venusti
- Spanien: Diego Velázquez (4), Francisco Goya (1), Bartolomé Esteban Murillo (3), Jusepe de Ribera (3)